# Cantone di Égletons
Il Cantone di Égletons è una divisione amministrativa dell'arrondissement di Tulle.
A seguito della riforma approvata con decreto del 24 febbraio 2014, che ha avuto attuazione dopo le elezioni dipartimentali del 2015, è passato da 8 a 18 comuni.

## Composizione
Gli 8 comuni facenti parte prima della riforma del 2014 erano:
- Champagnac-la-Noaille
- Chapelle-Spinasse
- Égletons
- Le Jardin
- Montaignac-Saint-Hippolyte
- Moustier-Ventadour
- Rosiers-d'Égletons
- Saint-Yrieix-le-Déjalat

Dal 2015 i comuni appartenenti al cantone sono i seguenti 18:
- Champagnac-la-Noaille
- Chapelle-Spinasse
- Chaumeil
- Égletons
- Le Jardin
- Lafage-sur-Sombre
- Lapleau
- Laval-sur-Luzège
- Marcillac-la-Croisille
- Montaignac-Saint-Hippolyte
- Moustier-Ventadour
- Rosiers-d'Égletons
- Saint-Hilaire-Foissac
- Saint-Merd-de-Lapleau
- Saint-Yrieix-le-Déjalat
- Sarran
- Soursac
- Vitrac-sur-Montane